# AIESEC
Az AIESEC (Association Internationale des Etudiants en Sciences Economiques et Commerciales) nemzetközi nonprofit fiataloknak szóló szervezet, ami a világ több, mint 120 országában nyújt olyan lehetőségeket a fiataloknak, amely során fejleszthetik képességeiket, készségeiket. Olyan projektekben vehetnek részt, amelyek pozitív hatással lehetnek a gazdaságra és a társadalomra egyaránt. Mindeközben az AIESEC célja, hogy az így megszerzett tudás és élmények segítségével a hallgatók a jövő felelős vezetőivé válhassanak.
126 országban, több mint 27 000 taggal világszerte dolgozik az ENSZ által meghatározott 17 SDG (fenntarthatósági célok) megvalósításán.[forrás?] Partnerszervezetekkel együttműködve az AIESEC nemzetközi csereprogramokat kínál 18–30 éves fiatalok számára önkéntes, vagy szakmai gyakorlati céllal.

## Története

### A szervezet napjainkban
Az AIESEC a világ legnagyobb diákszervezete: több mint 120 országban van jelen és több mint 27 000 taggal büszkélkedik.[forrás?] Működését nonprofit alapon végzi, tagjai és vezetői is diákok. Fő célja a fiatalok személyes, szakmai és vezetői képességeinek fejlesztése.
A szervezet helyi és globális programokat működtet a fenti célok elérése érdekében. Ilyenek például:
- Tagsági Program
- Nemzetközi Önkéntes és Szakmai Gyakorlati Program
- Készségfejlesztő konferenciák

## Magyarországi fiókszervezet
Magyarországot az AIESEC 1972. évi bécsi nemzetközi kongresszusán választották a szervezet teljes jogú tagjává. Az országban AIESEC Magyar Közgazdászhallgatók Egyesülete néven működik a szervezet és számos neves egyetemen megtalálható. Közel 200 helyi taggal rendelkezik és évente több, mint 300 fiatalnak adják meg a lehetőséget, hogy nemzetközi programokon vegyenek részt.

### Budapesti Corvinus Egyetem

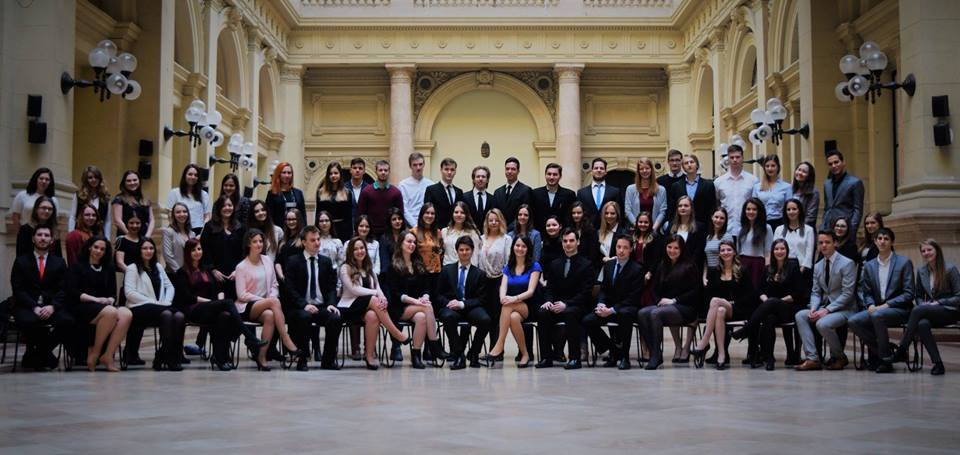
Az AIESEC BCE helyi bizottság irodájának munkatársai 2017-ben

A Budapesti Corvinus Egyetemen a helyi bizottság 1972-ben kezdte meg működését - bár erre a magyar tagok állításán kívül nem sok bizonyíték van - 2010 óta pedig az egyetem E épület 21-es irodájában található meg. A BCE helyi bizottsága jelenleg a legnagyobb Magyarországon és stabil partnerbázisukra támaszkodva évek óta növekedési pályán tudnak mozogni, ezzel is lehetőséget adva minél több fiatalnak, hogy részt vegyenek a szervezet programjain.[forrás?]

### Budapesti Gazdasági Egyetem
A Budapesti Gazdasági Egyetemen három helyi bizottság kezdi meg működését 1976-ban, az egyetem három karán. 
- Kereskedelmi, Vendéglátóipari és Idegenforgalmi Kar (1976)
- Külkereskedelmi Kar (1976)
- Pénzügyi és Számviteli Kar (1976)

### Budapesti Műszaki és Gazdaságtudományi Egyetem
A Budapesti Műszaki és Gazdaságtudományi Egyetemen a Helyi Bizottság 2007-ben kezdte meg a működését.

### Pécsi Tudományegyetem
A Pécsi Tudományegyetemen a helyi bizottság 1976-ban kezdte meg működését.

## Hallgatói programjai

### Nemzetközi Önkéntes és Szakmai Programok
Évente 350–400 magyarországi hallgató és friss diplomás tölti a szakmai gyakorlatát, vagy megy külföldre önkéntes munkát végezni a szervezet programjaival.
- Global Talent

A professzionális szakmai gyakorlat 6–18 hónapos külföldi munkát kínál. A résztvevők különféle, például marketing, vagy IT-támogatói területen dolgozhatnak. A programok keretében a résztvevők fejleszthetik nyelvtudásukat, a hosszabb külföldön töltött idő alatt új kultúrákkal ismerkedhetnek meg, új szempontú tanulási-, és munkaszemléletet sajátíthatnak el, növelhetik alkalmazkodó készségüket és ezáltal értékes munkaerőpiaci tapasztalatot szerezhetnek.
- Global Teacher

A Global Teacher Program egy 9-78 hetes nemzetközi gyakorlati program az oktatás területén, amely során a fiatalok különböző országokban fejleszthetik a készségeiket, miközben tanári szerepben tevékenykednek oktatási intézményekben. A programok keretében a résztvevők fejleszthetik nyelvtudásukat, a hosszabb külföldön töltött idő alatt új kultúrákkal ismerkedhetnek meg, új szempontú tanulási-, és munkaszemléletet sajátíthatnak el, növelhetik alkalmazkodó készségüket és ezáltal értékes munkaerőpiaci tapasztalatot szerezhetnek.
- Global Volunteer

Az AIESEC által szervezett kultúraközi programok lehetőséget biztosítanak fiataloknak, hogy más kultúrákat megismerjenek, életre szóló élményeket és hasznos tapasztalatokat szerezzenek. A 6–8 hetes önkéntes programok keretében szélesíthetik látókörüket, új barátságokat köthetnek és egy nemzetközi közösség részévé válhatnak.